# 新界區專線小巴803線
新界區專線小巴803線是香港一條由國松營辦的綠色專線小巴路線，由顯徑邨往來利安邨。

## 歷史
- 1993年12月21日：本線投入服務。

## 服務時間及班次
- 顯徑開：0600-2330
- 利安開：0600-2330
- 每4-15分鐘一班

## 收費
- 全程收費：$8.3
  - 大圍站往利安：$6.7
  - 沙田第一城往利安：$5.9
  - 沙田醫院往利安：$3.9
  - 利安往新港城：$3.9
  - 新港城往顯徑：$6.7
  - 沙田醫院往顯徑：$5.9
  - 乙明邨往顯徑：$3.9

（此線所有車輛均接受八達通卡付款；不設找續；若繳付短程分段收費，請通知車長調校八達通機。）

## 行車路線
- 顯徑開：顯田街、顯徑街、車公廟路、迴旋處、車公廟路、顯徑街、富健街、田心街、紅梅谷路、車公廟路、大涌橋路、石門交匯處、亞公角街、恆信街、恆泰路、馬鞍山路、恆康街、西沙路、馬鞍山路、錦英路及利安邨通道
- 利安開：利安邨通道、錦英路、西沙路、恆康街、馬鞍山路、恆德街、亞公角街、石門交匯處、大涌橋路、車公廟路、田心街、富健街、顯徑街及顯田街

## 用車
截至2020年2月，此路線共使用17輛豐田Coaster︰
| 車牌   | 代數 |
| ------ | ---- |
| DW3383 | 5LS2 |
| ED 548 | 6LS  |
| FY3648 | 5LS2 |
| GK1276 | 5LS2 |
| GP9162 | 5LS2 |
| GX7800 | 5LS2 |
| GX7804 | 5LS2 |
| HB5039 | 5LS2 |
| HJ9390 | 6LS  |
| KB1027 | 5LS2 |
| KY3619 | 5LS  |
| LE5793 | 7LL  |
| LJ8728 | 5LS  |
| 5LS2   |      |
| MD9725 |      |
| NM9561 |      |
| VD4300 | 7LL  |

## 小資料及使用狀況
- 本路線提供顯徑邨、隆亨邨、田心村往來馬鞍山的專線小巴服務。
- 馬鞍山新屋苑曉峰灣畔入伙後，部份居民都需要前往大圍或顯徑通勤，他們希望本路線來回程繞經該處，方便他們出入，惟運輸署以影響本路線運作為理由，否決建議。[1]
- 2020年2月14日，屯馬綫一期通車，顯徑邨的居民可直接利用顯徑站搭乘港鐵前往馬鞍山，加上此線服務一直欠佳，此線客量大幅下跌超過一半[2]。

## 涉及意外
- 2010年3月1日：晚上十一時許，一輛往利安方向的小巴在馬鞍山西沙路失控撞向海栢花園巴士站，1死4傷。[3][4]
- 2011年9月5日：早上九時許，一輛往利安方向的小巴在大涌橋路近沙角街路口撞倒一名冒雨踏單車前往釣魚的男子，送院後不治。[5][6]
- 2011年9月8日：早上八時許，一輛往利安方向的小巴在馬鞍山亞公角街撞倒一名女子，送院後不治。[7][8]
- 2014年3月5日：晚上近六時，一輛往利安方向的小巴在恒康街撞倒一名女子。[9]
- 2015年1月19日：下午六時許，一輛往顯田方向的小巴在沙田大涌橋路與沙角街交界被一輛47X線巴士相撞後失控的的士撞向車尾，此車失控鏟上路中石壆及撞毀鐵欄，鐵欄打中一輛85A線巴士。的士司機送院後證實死亡，另19人受傷。[10][11]
- 2015年10月15日：下午2時15分，一輛往利安方向的小巴駛至大涌橋路近安景街濱景花園對開時失控鏟上左邊花槽後翻側，小巴司機及四名乘客受傷。[12]
- 2019年3月31日：早上6時30分，一輛往利安的小巴在大涌橋路與沙田圍路交界與的士相撞，9人受傷[13]。
- 2021年6月13日：下午2時54分，一輛往利安的小巴在大涌橋路與沙田圍路交界與私家車相撞，1死7傷。